# Än en gång, kapten!
Än en gång, kapten! är en novellsamling av Eyvind Johnson utgiven 1934.
Den innehåller berättelser som utspelar sig i Norrland, bland andra den filmatiserade Uppehåll i myrlandet.
Boken fick vid sin utgivning ett positivt kritikermottagande. Erik Blomberg och Olle Holmberg ansåg båda att det var författarens dittills bästa bok.

## Innehåll
I
- Svår stund
- Hos Hagels
- Burell tappar krafterna
- En tid av oro för Eugenia
- Än en gång, kapten!

II
- Uppehåll i myrlandet
- Gabriel till vänster
- Vinterspel

III
- På den nya vägen
- Ynglingar i krig
- Män med långa skägg

IV
- Verklighet
- Hos Magnus